# Cartaletis agis
Cartaletis agis là một loài bướm đêm trong họ Geometridae.